# Lydia Ellen Tritton

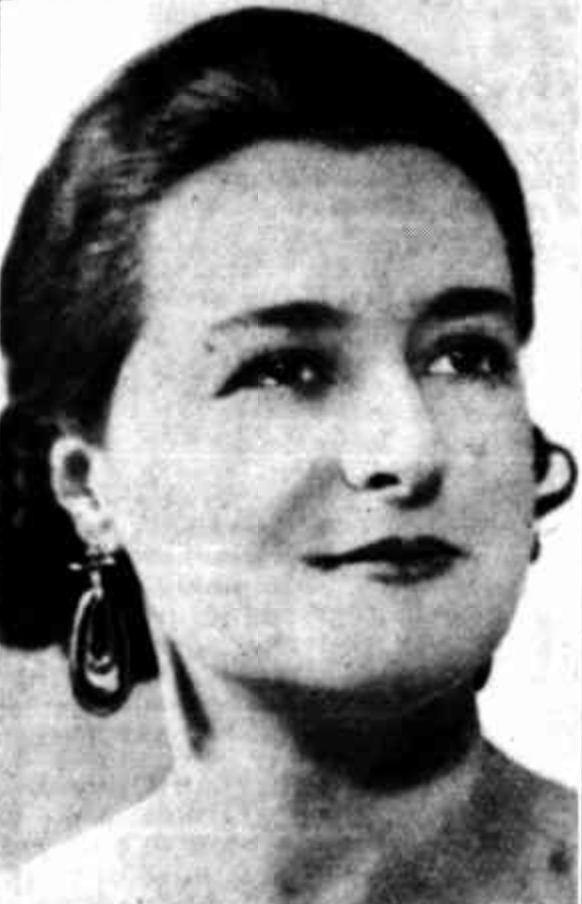
Lydia Ellen Tritton

Lydia „Nellé“ Ellen Tritton, auch Lydia Ellen Kerenski (* 19. September 1899 in East Brisbane; † 10. April 1946 in Brisbane), war eine australische Journalistin.

## Leben
Die Tochter des Möbelhändlers Frederick William Tritton aus Jersey und der Eliza Ellen, geb. Worrall, besuchte die Brisbane High School for Girls und trat dann bei öffentlichen Auftritten als Rezitatorin auf. In den frühen 1920er Jahren zog sie nach Sydney und arbeitete als Journalistin. 1925 segelte sie nach London, reiste über den Kontinent und schrieb für amerikanische Magazine. In Italien las sie das Tagebuch (1897) von Marie Bashkirtseff, was sie inspirierte, sich mit Exilrussen zu treffen.
Am 11. Dezember 1928 heiratete sie im Londoner Stadtteil Kensington den Sänger und ehemaligen Offizier der Weißen Armee, Nicholas Alexander Nadejine (1885–1959). Bei einem Besuch in Brisbane nahm sie Russisch-Unterricht bei Nina Maximoff (1911–2001; später Christesen), die in den 1940ern an der University of Melbourne den Lehrstuhl für russische Sprache und Literatur begründete. Zurück in London versuchte Nadejine vergeblich, der Covent Garden Opera Company beizutreten. Nachdem er seine Frau mit ein „paar verrückten älteren Engländerinnen“ betrogen hatte, wurde die kinderlose Ehe 1936 wieder geschieden.
In Paris traf Tritton Alexander Kerenski und wurde seine Sekretärin. Von März bis Juni 1939 besuchte sie Brisbane, wo sie bei verschiedenen Organisationen Vorträge über internationale Politik hielt und ihren Russisch-Unterricht bei Ninas Vater fortsetzte. Kerenski, in den sie sich verliebt hatte, lockte sie mit dem Versprechen, bald heiraten zu können, in die USA. Am 20. August 1939 heirateten sie in Martins Creek, Pennsylvania. Im Monat darauf bezogen sie eine Wohnung in Paris. 1940 flüchteten sie vor dem deutschen Einmarsch über Spanien und England nach New York City. Sie lebten zwei Jahre in einem kleinen Apartment in der Park Avenue, bevor sie in ein Bauernhaus in Grenznähe zu Connecticut umzogen. Im Oktober 1945 reiste das Paar nach Brisbane. Während des Aufenthalts bei ihren Eltern im Vorort Clayfield erlitt Tritton einen Schlaganfall und starb zwei Monate später an chronischer Nephritis.